# Speciaal (Frenna, Boef & Madam Julie)
Speciaal is een lied van de Nederlandse hiphopartiest Frenna, de Algerijns-Franse rapper Boef en de Nederlandse dj Madam Julie in samenwerking met de Nederlandse zangeres Kaeh. Het werd in 2018 als single uitgebracht en stond in hetzelfde jaar als dertiende track op het album Francis van Frenna.

## Achtergrond
Speciaal is geschreven door Delaney Alberto, Sidiki Diabaté, Sofiane Boussaadia, Francis Junior Edusei, Kaeh en Richal Roman en geproduceerd door Diquenza en Shafique Roman. Het is een nummer uit het genre nederhop. In het lied zingen en rappen de artiesten over een moeilijke relatie, waarin de vrouw de liedverteller heeft verlaten nadat hij was vreemdgegaan en hij aan haar vraagt om toch terug te komen. Op de B-kant van de single is een instrumentale versie van het lied te vinden. De single heeft in Nederland de platina status.
Het is de eerste keer dat de vier artiesten samen op een nummer te horen zijn. Wel werkten Frenna en Boef al met elkaar samen. Dit deden zij op de remixversie van Op me monnie. Opvallend is verder dat Boef al eerder een nummer met dezelfde titel uitbracht. Dit deed hij in 2017 in samenwerking met Ronnie Flex.

## Hitnoteringen
De artiesten hadden succes met het lied in de hitlijsten van het Nederlands taalgebied. Het piekte op de eerste plaats van de Nederlandse Single Top 100 en stond één week op deze positie. In totaal stond het 29 weken in deze hitlijst. Er was geen notering in de Nederlandse Top 40; het kwam hier tot de tweede positie van de Tipparade. Ook de Vlaamse Ultratop 50 werd niet bereikt, het kwam tot de elfde plek van de Ultratip 100.